# جام ملت‌های زنان آسیا ۱۹۹۳
جام ملت‌های زنان آسیا ۱۹۹۳ نهمین دوره رقابت‌های فوتبال جام ملت‌های زنان آسیا بود که توسط ای‌اف‌سی و به میزبانی کشور مالزی برگزار شد.

## تیم‌های راه‌یافته
- ۸ تیم راه‌یافته به جام ملت‌های زنان آسیا ۱۹۹۳:
- کرهٔ شمالی
- چین
- کرهٔ جنوبی
- ژاپن
- تایوان
- مالزی
- فیلیپین
- هنگ کنگ